# 司庫城堡
司庫城堡是位於克羅埃西亞城市特羅吉爾的一座城堡。司庫城堡由威尼斯共和國修建。它建于15世纪中期。

## 图集

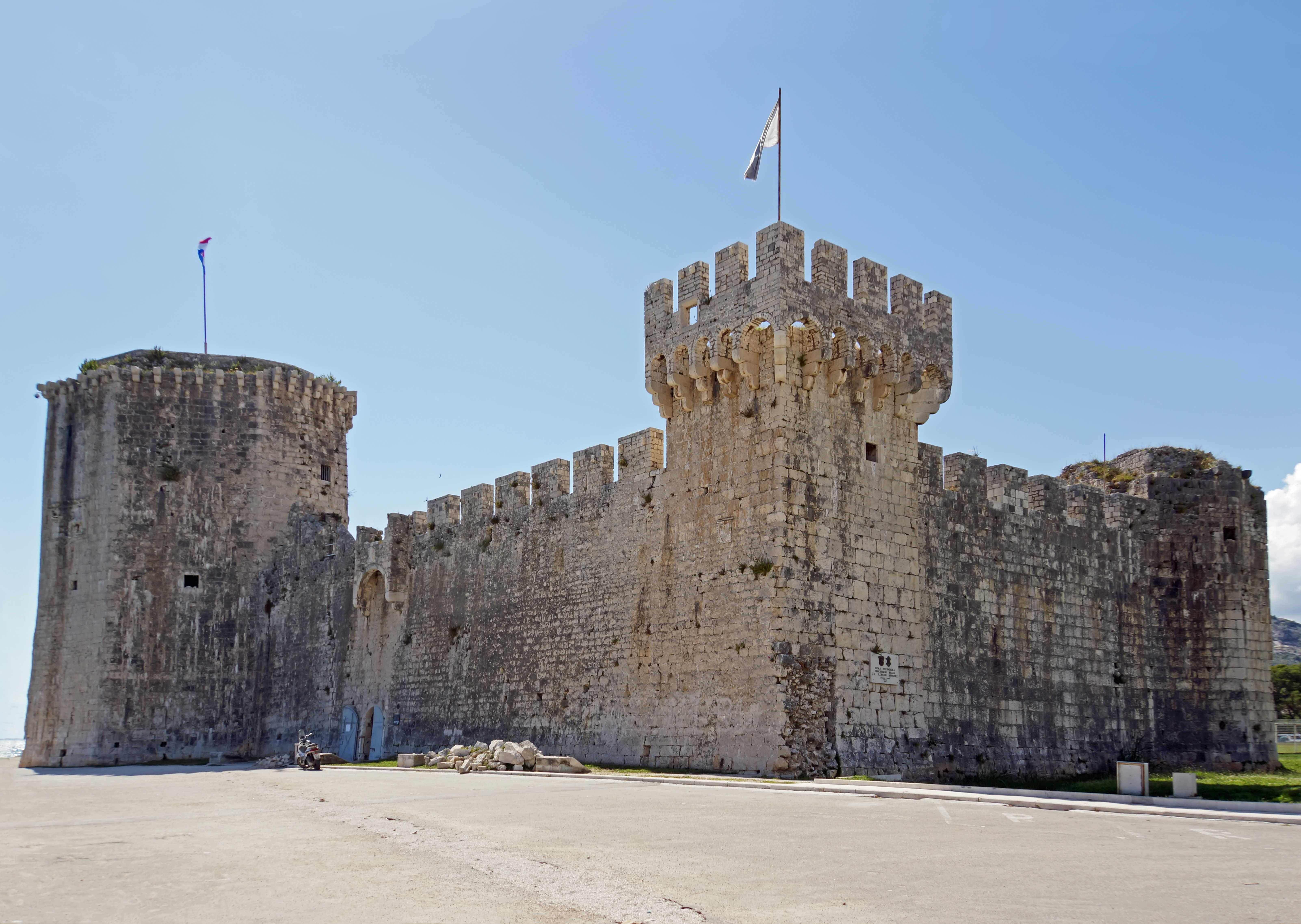
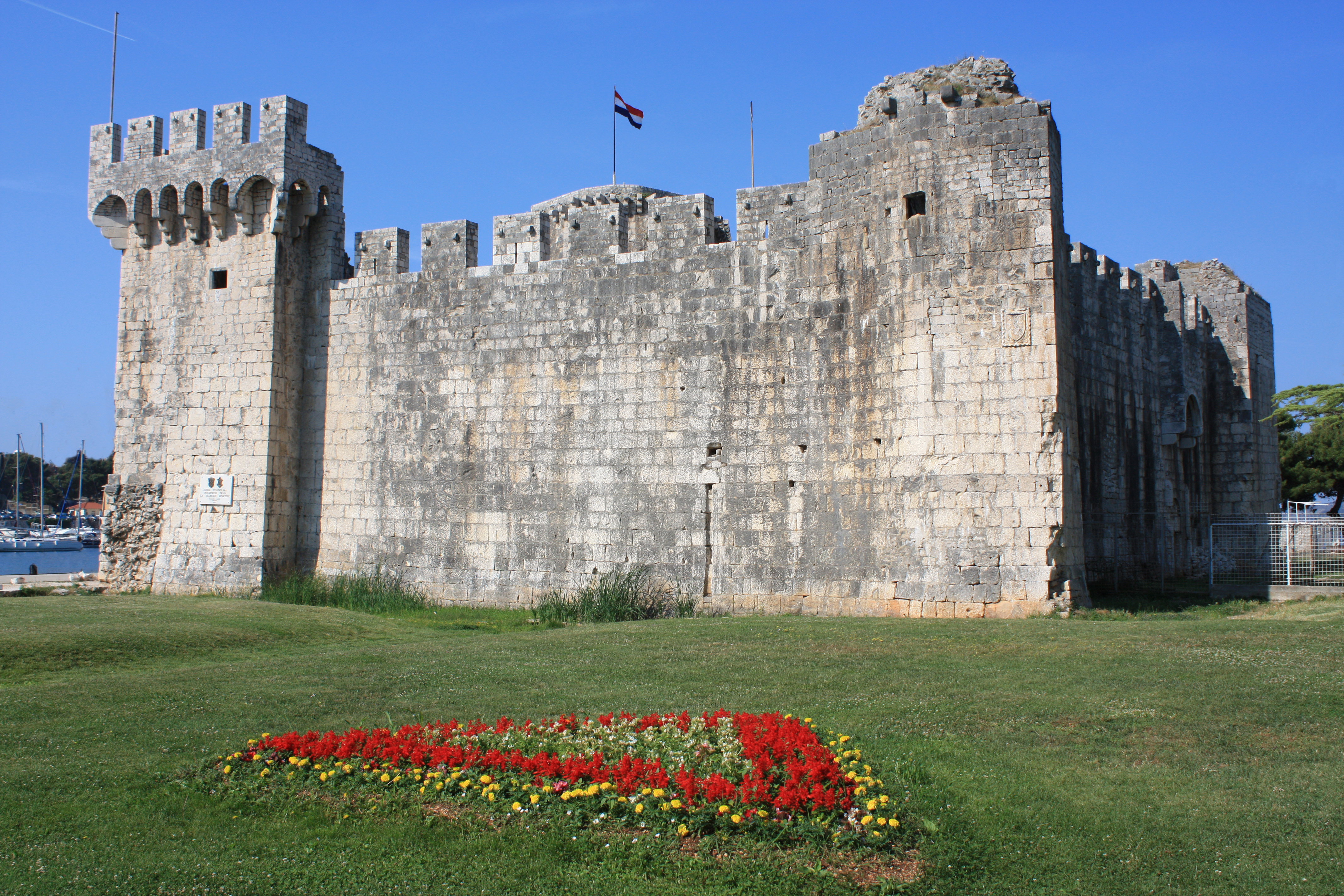
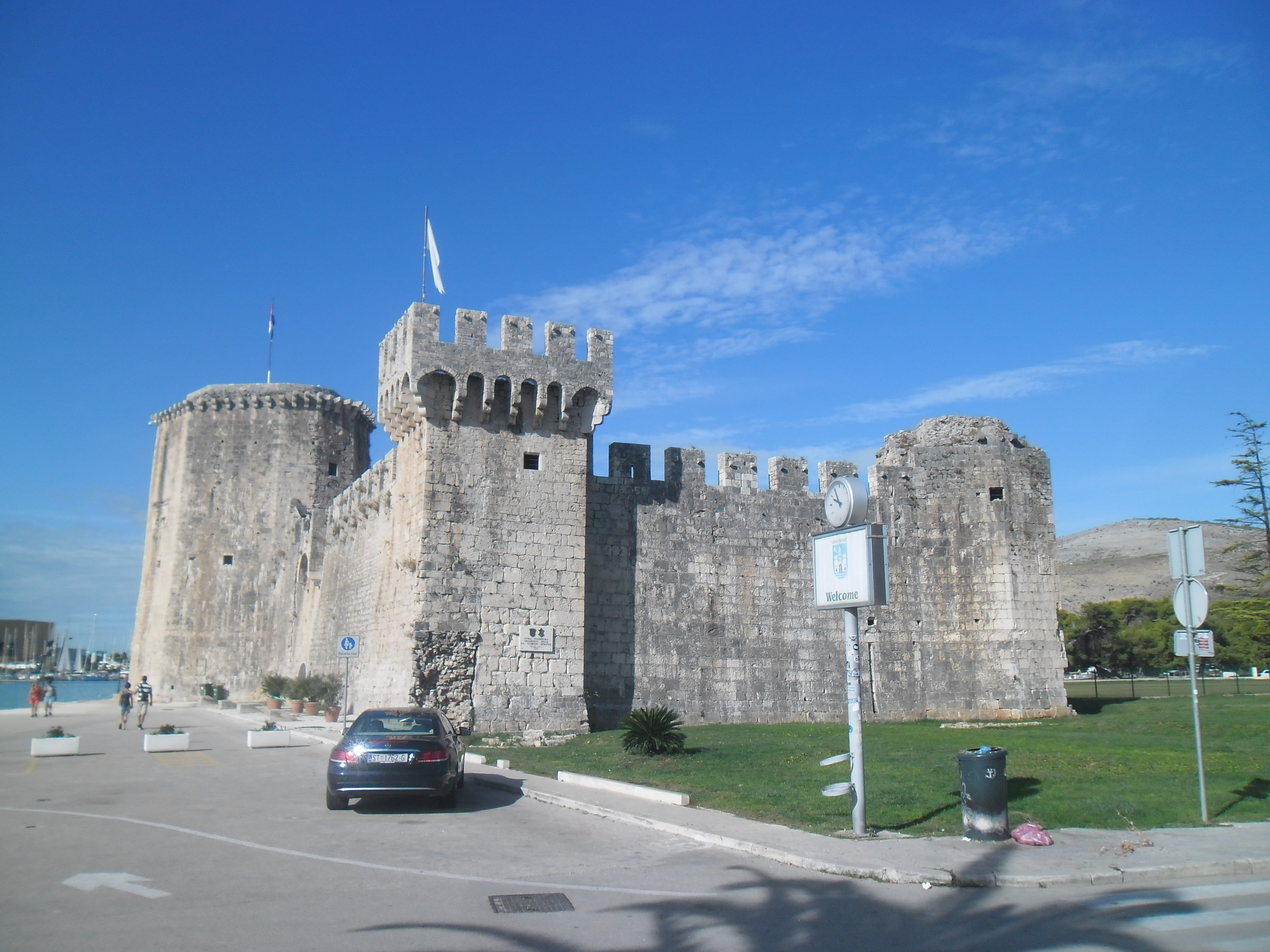
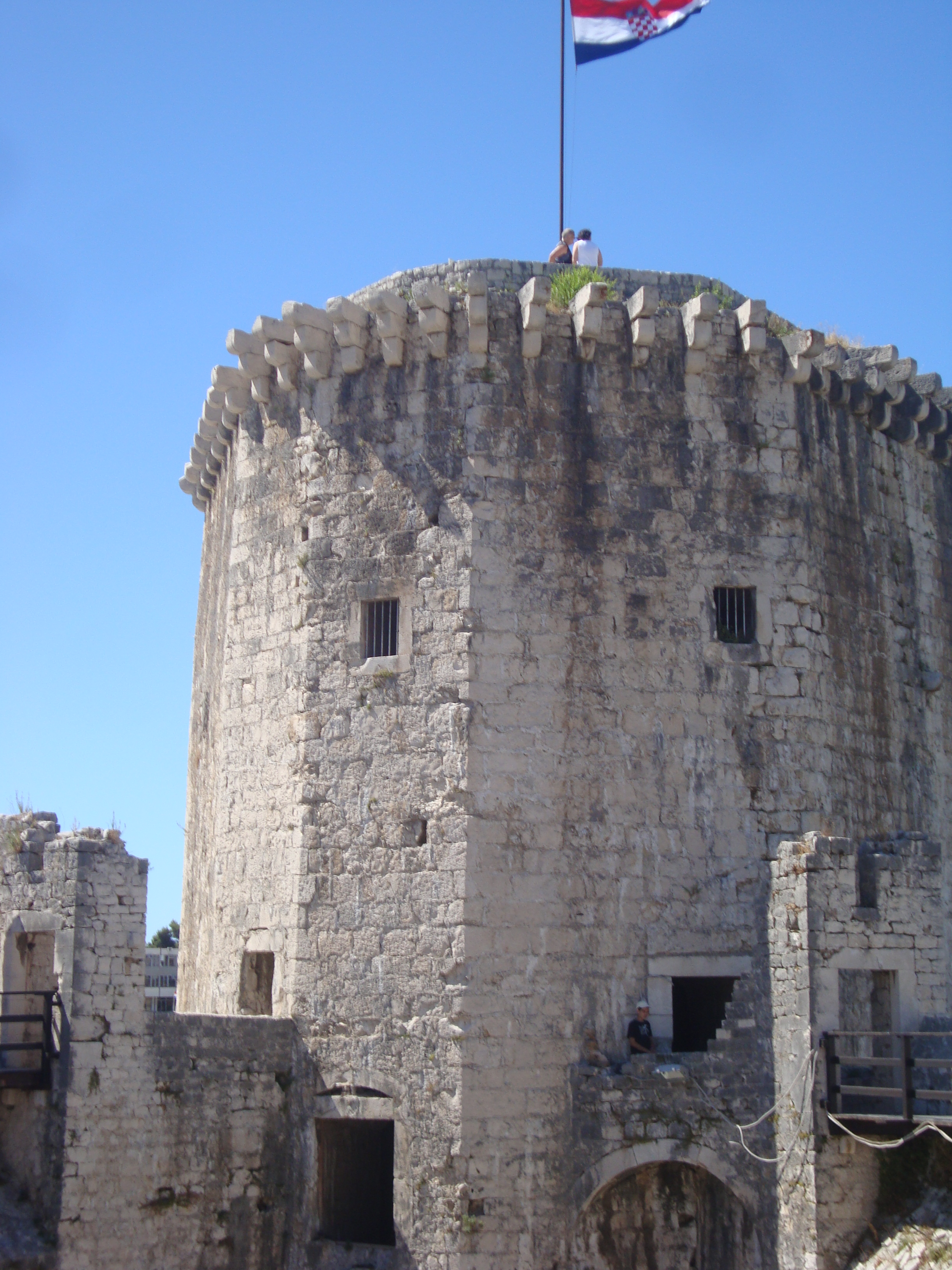